# Inondations de 2017 au Pérou et en Équateur
Les inondations et glissements de terrain de 2017 au Pérou et en Équateur sont un phénomène météorologique lié au phénomène El Niño. Ce phénomène se caractérise par le réchauffement anormal de la mer, notamment aux côtes péruviennes et équatoriennes. Ce réchauffement provoque une accumulation de l'humidité et de fortes pluies, occasionnant ainsi des débordements, des inondations et des alluvions qui affectent différentes localités. Le phénomène a été précédé en 2016 d'une forte sécheresse.
Au Pérou, les inondations ont fait 101 morts, 350 blessés et des disparus. En outre, 300 000 personnes ont été déplacées, dont beaucoup ont été grossir les bidonvilles de Lima.